# Clasificación de las artes

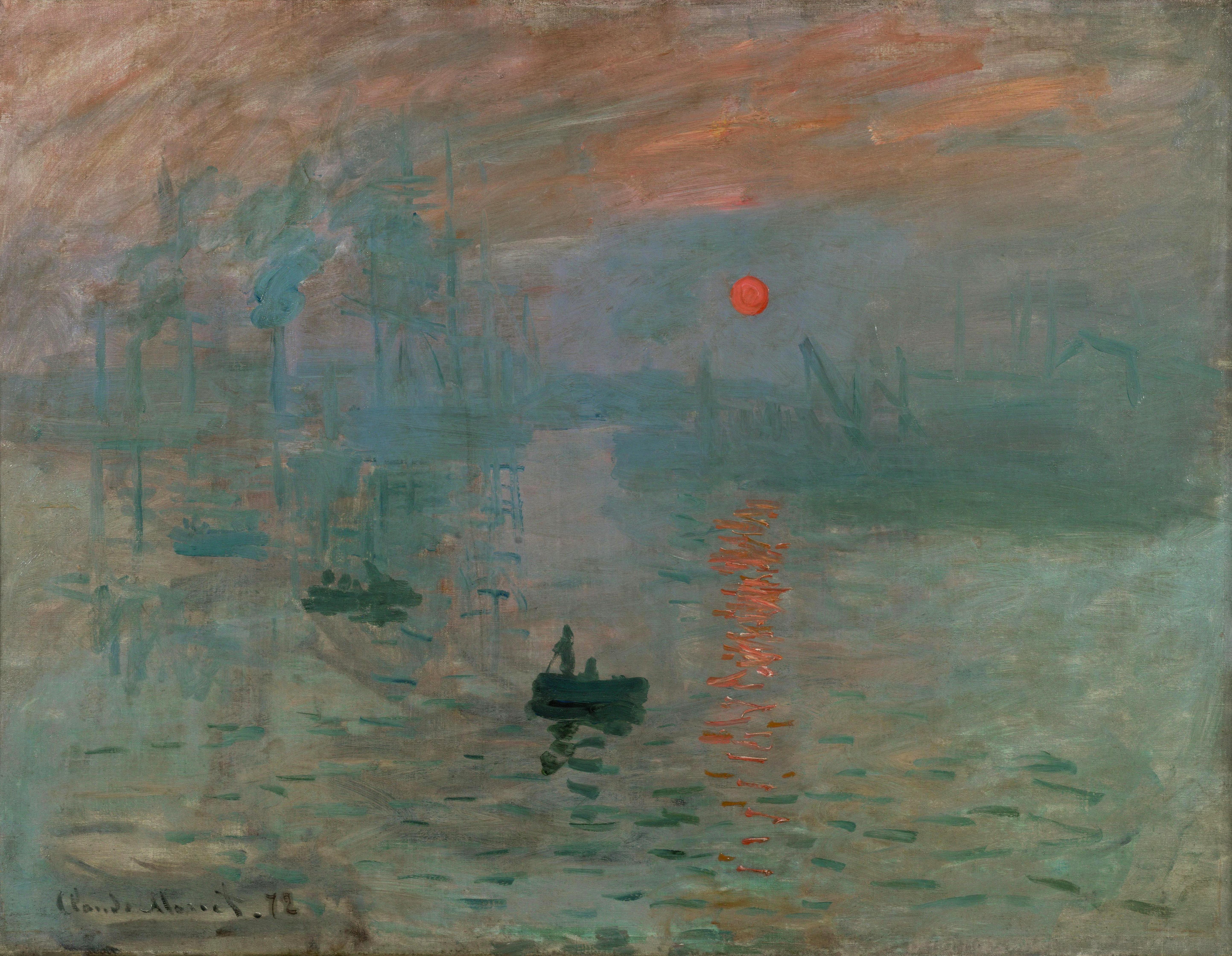
Claude Monet, Impresión, sol naciente, 1872, óleo sobre lienzo, Museo Marmottan

Los historiadores del arte y los filósofos del arte han tenido por mucho tiempo disputas sobre la clasificación de las artes, sobre si una determinada forma cultural o una obra debe ser clasificada como arte. Las controversias acerca de lo que cuenta, y no cuenta como arte se siguen produciendo hoy en día.

## Definiciones de arte

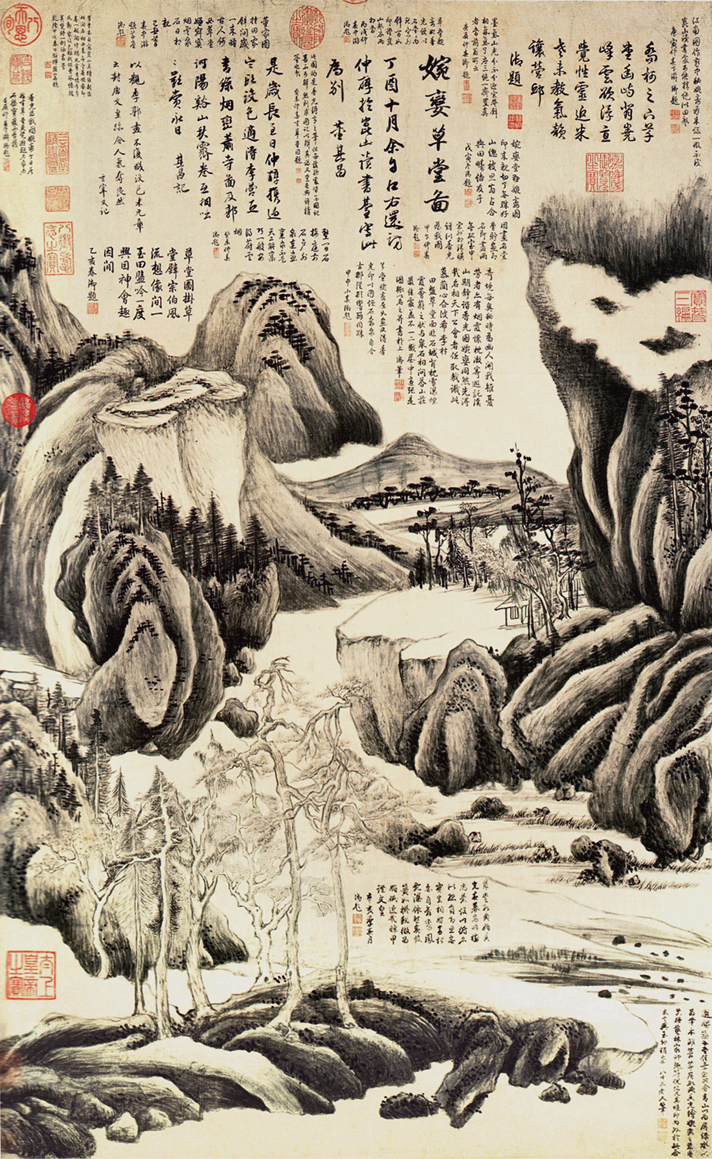
Dong Qichang, Paisaje 1597. Dong Qichang fue un funcionario de alto rango de la era Ming, la pintura de paisajes imaginarios en la tradición China de literatos pintores, se completaba con el coleccionismo de sellos y poemas.

Definir el arte puede ser difícil. Los esteticistas y los filósofos del arte a menudo se involucran en disputas sobre cómo definir el arte. Por su definición original y más amplia, el arte (del latín ars, que significa "habilidad" o "arte") es el producto o proceso de la aplicación efectiva de un cuerpo de conocimiento, la mayoría de las veces con un conjunto de habilidades; este significado se conserva en frases como "artes liberales" y "artes marciales". Sin embargo, en el uso moderno de la palabra, que surgió después de 1750, se entiende comúnmente que "arte" es una habilidad utilizada para producir un resultado estético (Hatcher, 1999).
La Enciclopedia Británica Online lo define como "el uso de la habilidad o la imaginación en la creación de objetos, entornos o experiencias estéticas que se pueden compartir con otros". Pero la mejor manera de definir el término "arte" hoy día es un tema de mucha controversia; Se han publicado muchos libros y artículos de revistas que discuten incluso los conceptos básicos de lo que entendemos por el término "arte" (Davies, 1991 y Carroll, 2000). Theodor Adorno afirmó en 1969: "Es evidente por sí mismo que ya nada del arte es evidente". No está claro quién tiene derecho a definir el arte. Artistas, filósofos, antropólogos y psicólogos utilizan la noción de arte en sus respectivos campos y le dan definiciones operativas que no son muy similares entre sí.
El segundo significado, más estrecho, el más reciente sentido de la palabra "arte" es más o menos como una abreviatura de arte creativo o "arte puro". Aquí queremos decir que la habilidad se utiliza para expresar la creatividad del artista o para captar la sensibilidad estética del público. A menudo, si la habilidad se usa para crear objetos con un uso práctico, en lugar de pinturas o esculturas sin una función práctica que no sea una obra de arte, se considerará que está incluida en clasificaciones como las artes decorativas, artes aplicadas y artesanías, en lugar de bellas artes. Del mismo modo, si la habilidad se utiliza de manera comercial o industrial, se considerará diseño en lugar de arte. Algunos pensadores han argumentado que la diferencia entre el arte puro y el arte aplicado tiene más que ver con los juicios de valor hechos sobre el arte que con cualquier diferencia clara de definición (Novitz, 1992). La distinción moderna no funciona bien en épocas más antiguas, como el arte medieval, donde los medios artísticos más respetados de la época eran a menudo trabajos en metal, gemas grabadas, textiles y otras "artes aplicadas", y el valor percibido de las obras de arte a menudo reflejaba el costo de los materiales y la gran cantidad de tiempo dedicado a crear el trabajo al menos tanto como la aportación creativa del artista.

## Clasificaciones de las artes

### Clasificaciones de la antigua China
En la dinastía Zhou de la antigua China, se esperaba la excelencia en el liù yì (六藝), o "Seis Artes", de los junzi (君子), o "caballero perfecto", según la definición de filósofos como Confucio. Debido a que estas artes abarcaban tanto los aspectos civiles como militares de la vida, sobresalir en las seis requirió que un erudito fuera muy completo y polimático. Las Seis Artes fueron las siguientes:
- Ritos (禮)
- Música (樂)
- Tiro con arco (射)
- Equitación (御)
- Caligrafía (書)
- Matemática china (數)

Más adelante en la historia de la China imperial las Seis Artes se redujeron con la creación de un sistema similar de Cuatro Artes para la formación y esparcimiento de la casta de letrados funcionarios:
- Qín (琴), un instrumento que representa la música
- Qí (棋), un juego de tablero que representa la estrategia militar
- Shū (書), o la caligrafía China, en representación de la alfabetización
- Huà (畫), o la pintura China, en representación de las artes visuales

### Clasificación
Otro intento de definir sistemáticamente el arte como una agrupación de disciplinas en la antigüedad está representado por las antiguas musas griegas. Cada una de las nueve musas estándar simbolizaba y representaba una de las nueve ramas de lo que los griegos llamaban tekné, un término que en términos generales significa "arte" pero que también se ha traducido como "artesanía", y la definición de la palabra también incluye disciplinas científicas. Estas nueve ramas tradicionales fueron:
- La poesía épica, encarnada por Calíope
- La historia, encarnada por Clío
- La música y la poesía lírica, encarnada por Euterpe
- El amor a la poesía, encarnada por Erató
- La tragedia, encarnada por Melpómene
- Los himnos y la pantomima, encarnados por Polimnia
- La danza y el coro, encarnados por Terpsícore
- La comedia y la poesía idílica, encarnados por Talía
- La astronomía, encarnada por Urania

Todas estas actividades artísticas están relacionadas con las letras, con los lenguajes musicales o gestuales, y no con las artes visuales (arquitectura, pintura ...). Estas consideraciones se remontan al período arcaico, a Homero, en la Ilíada, implorando a la "Musa" que lo "inspire".
En el siglo VIII a. C., Hesíodo (en la Teogonía, 53-57 y 915-917) nos hace saber sus nombres, pero es Platón (en Ion) hacia 401 aC, y luego los neoplatónicos, quienes hacen de las Musas las mediadoras entre los dioses y el poeta o cualquier creador intelectual.
Las disciplinas que tienen en común la transformación de una materia tangible (las de los artesanos y los artistas - los "artefactos" que se oponen al artista que practica las artes liberales) se clasifican entre las "artes serviles". Sin embargo, Plotino en el siglo III (en sus Enéadas, I, 6 y V, 8) se disculpa por la actividad del artista (palabra que significa "artesano").
Esta concepción del arte (el poeta está poseído, transis por el dios) será desafiada por el clasicismo de Nicolas Boileau, el movimiento del Arte por Arte o la alabanza del esfuerzo de Paul Valery.

### Clasificación de la Europa medieval
En la Europa cristiana medieval, las universidades enseñaban un conjunto estándar de siete artes liberales, definidas por los primeros filósofos medievales como Boecio y Alcuino de York y, como tal, centradas en la filosofía. Las definiciones de estos temas y su práctica se basaron en gran medida en el sistema educativo de Grecia y Roma. Estas siete artes se dividieron en dos categorías:
- el Trivium, considerado el fundamento del conocimiento, y que comprende los tres elementos básicos de la filosofía: gramática, lógica y retórica
- y el Quadrivium, que comprende la música, aritmética, geometría y astronomía.

Las artes mecánicas (actividades manuales) significaron, además de las actividades que se agruparán como las Bellas Artes (arquitectura, escultura, pintura y orfebrería), todas las actividades que transforman el material. 
En la Edad Media, una cierta tradición de reconocimiento para el artista de la capacidad de ir más allá de las realidades sensibles. La regla benedictina termina revaluando las artes mecánicas asignándoles una cuarta parte del tiempo que usan todos los monjes y llevándolos a un grado muy alto de perfección como lo demuestran la arquitectura, los vinos o los quesos franceses.
Hugues de Saint-Victor, en el siglo XII, enumera las siguientes siete ciencias mecánicas: hilado, arquitectura, navegación, agricultura, caza, medicina, y teatro.
Las artes nobles (actividades propias de la nobleza, su aprendizaje y su desarrollo) significaron el manejo de las armas, las artes marciales, equitación, caza, los juegos nobles, la danza, el ceremonial, la estrategia, el ajedrez...

### Clasificación en el renacimiento
Durante el Renacimiento italiano, la palabra Arte (plural Arti) aún se refiere a todos los gestos precisos relativos a una práctica controlada entre la ciencia teórica y la práctica espontánea. Pero, con el nacimiento de la noción de artista que firma sus obras y es reconocido como tal, adquiere el sentido más moderno de las Bellas Artes.
El arte del diseño combina en este momento las artes del volumen (escultura, arquitectura) y las de la superficie (dibujo, pintura, grabado), oposición que encontramos etimológicamente en las expresiones "artes plásticas" y "artes gráficas". . El punto común de estas prácticas manuales fue entonces la acción sobre la materia.

### Clasificaciones de la época moderna

#### Kant y sus tres artes.
Emmanuel Kant, en 1790, propone distinguir tres categorías de arte (según la síntesis de Dominique Chateau):
- las bildenden Künste (derivado del sustantivo Bild, que significa "imagen", y del verbo bilden, que significa "entrenar"), o "las artes de la expresión de las Ideas en la intuición de los sentidos", incluyendo la escultura y el arquitectura (die Plastik), así como pintura (Malerei);
- redenden Künste, es decir, las artes del habla, incluida la elocuencia y la poesía;
- Schönen Kunst Spiels der Empfindungen, el arte del hermoso juego de sensaciones, incluida la música y el arte de los colores (Farbenkunst).

#### Planteamiento moderno de Hegel
Uno de los primeros filósofos que discutieron el arte en el marco que entendemos hoy fue Georg Wilhelm Friedrich Hegel, quien describió en sus Conferencias sobre estética un ranking de las cinco artes principales, desde la más material hasta la más expresiva:
1. Arquitectura
2. Escultura
3. Pintura
4. Música
5. Poesía

#### Clasificación francesa aceptada en la actualidad
La lista de Hegel de las artes prendió particularmente en Francia, y con continuas modificaciones, la lista ha seguido siendo relevante y un tema de debate en la cultura francesa en el siglo XXI. Esta clasificación fue popularizada por Ricciotto Canudo, uno de los primeros estudiosos del cine que escribió "Manifiesto del Séptimo Arte" en 1923. Los epítetos dados a cada disciplina por su ubicación en la lista a menudo se usan para referirse a ellos a través de una paráfrasis, particularmente llamando al cine "El séptimo arte". El Ministerio de Cultura Francés a menudo participa en la toma de decisiones para definir un "nuevo" artículo. Las diez artes se enumeran generalmente de la siguiente manera:
1. le premier art: la arquitectura
2. le deuxième art: la escultura
3. le troisième art: la pintura
4. le quatrième art: la música
5. le cinquième art: la literatura, incluyendo la poesía y la prosa
6. le sixième art: las artes escénicas, incluyendo la danza y el teatro
7. le septième art: el cine
8. le huitième art: "les arts médiatiques", incluyendo la radio, la televisión y la fotografía
9. le neuvième art: los cómics

## Artes no clasificadas: artes olfativas y artes gastronómicas
Estas clasificaciones se limitan a formas clásicas, pictóricas, plásticas o musicales, relacionadas con la visión, el tacto, la audición y el sentido del equilibrio. Ignoran al menos dos sentidos humanos que llevan una expresión estética ancestral, sentidos químicos, olfato y gusto.
Ignorar, por ejemplo, la creación perfumada, la estética fragante, la abstracción olfativa, las formas olfativas, la manipulación del humor por los olores, parece inconcebible. Es cierto que la ignorancia en esta área está muy extendida, incluso es una ceguera cultural. Sin embargo, el perfume puede contar la historia, o, con un poco de curiosidad, aprender los fundamentos desarrollados por un gran artista del siglo XX, Edmond Roudnitska, compositor de perfumes.
Respecto a las artes gustativas que se ejercen en las cocinas privadas y las públicas de los restaurantes, se difunde por la literatura gastronómica, no ya en simples recetarios, sino en obras de investigación y divulgación, de teoría y ensayo, como la Fisiología del gusto de Brillat-Savarin (1826), o Le Grand Dictionnaire de Cuisine de Alexandre Dumas (1873); también por la crítica gastronómica, con publicaciones como la Guía Michelin. En el siglo XX hay que destacar la revalorización de la cocina regional, favorecida por el avance de los medios de transporte y el auge del turismo, que conllevó el retorno a una cocina natural y sencilla, hecho que marcó el punto de arranque de la nouvelle cuisine, que aúna la tradición y la sencillez con los nuevos adelantos y un cierto afán de innovación y experimentación. A partir de ese punto se produce una eclosión de la gastronomía como arte, con cocineros de relevancia entre los que se podría citar a: Auguste Escoffier, Joël Robuchon, Paul Bocuse, Heston Blumenthal, Michel Guérard, Alain Ducasse, Juan Mari Arzak, Sumito Estévez, Ferran Adrià, Santi Santamaria, Gastón Acurio que son considerados universalmente como artistas.

## Definiciones generalizadas de arte.
Las clasificaciones occidentales tradicionales desde el Renacimiento han sido variantes de la jerarquía de géneros basadas en el grado en que la obra muestra el aporte imaginativo del artista, utilizando la teoría artística que se remonta al mundo antiguo. Tal pensamiento recibió algo de impulso con la estética del romanticismo. Un marco teórico similar fue aplicado en el arte tradicional chino; por ejemplo, tanto en las tradiciones occidentales como en las del lejano oriente de la pintura de paisajes (ver pintura de los literatos), a los paisajes imaginarios se les otorgó un estatus más alto que las representaciones realistas de una vista real del paisaje;

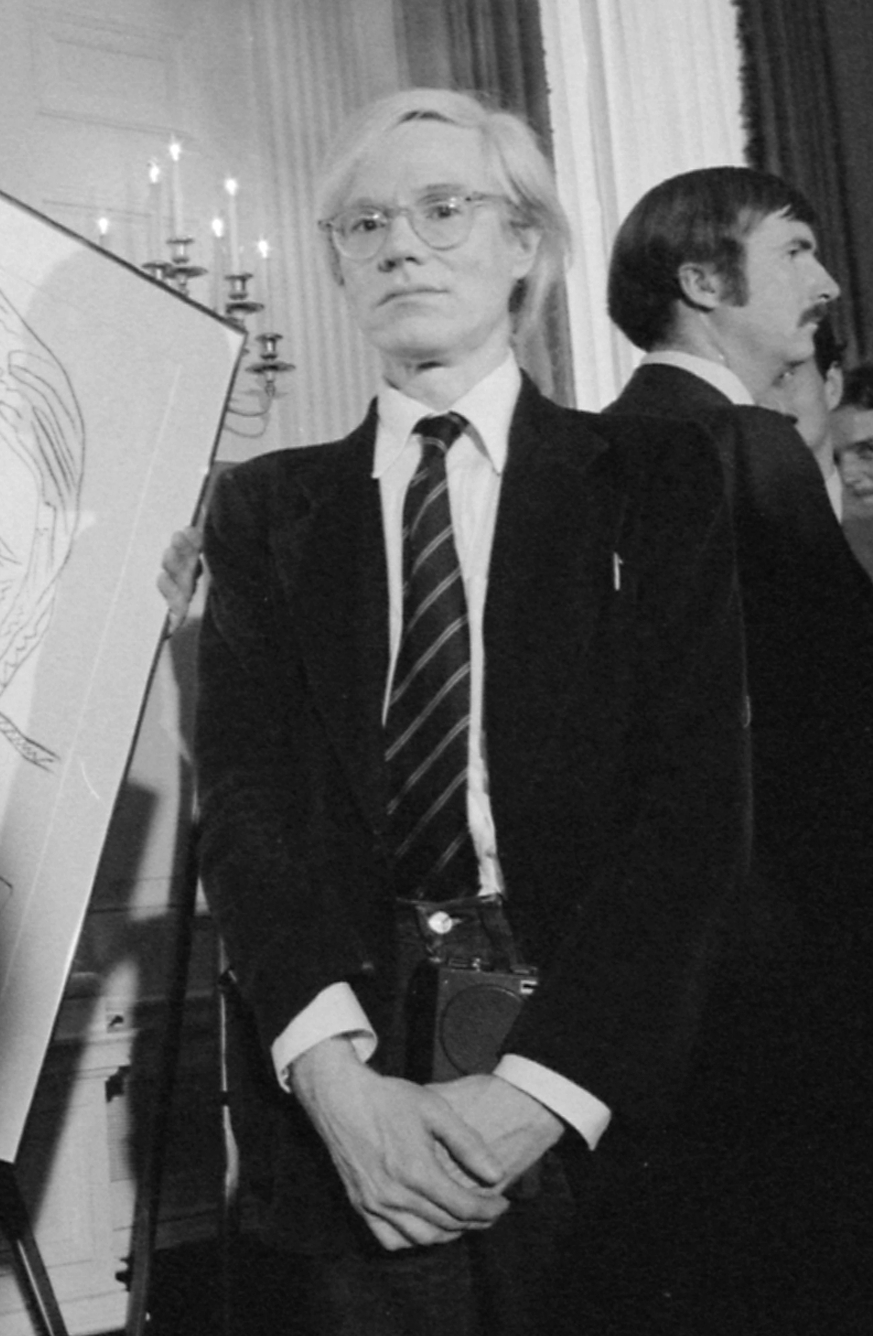
Andy Warhol exhibió esculturas de madera de Cajas de detergente Brillo como arte.

Muchos han argumentado que es un error tratar de definir el arte o la belleza, que no tienen esencia y, por lo tanto, no pueden tener definición. A menudo, se dice que el arte es un conjunto de conceptos relacionados en lugar de un solo concepto. Ejemplos de este enfoque incluyen a Morris Weitz y Berys Gaut.
Otro enfoque es decir que el "arte" es básicamente una categoría sociológica, que cualquier escuela de arte y museo, y los artistas, se consideran arte sin importar las definiciones formales. Esta teoría institucional del arte ha sido defendida por George Dickie. La mayoría de las personas no hubieran considerado que un urinario comprado en una tienda o una representación escultórica de una Brillo Box fueran arte hasta que Marcel Duchamp y Andy Warhol (respectivamente) los ubicaron en el contexto del arte (es decir, la galería de arte), que luego proporcionó la asociación de estos objetos con los valores que definen el arte.
Los procesalistas a menudo sugieren que es el proceso por el cual se crea o se ve una obra de arte lo que la hace arte, no una característica inherente de un objeto, o como es recibida por parte de las instituciones del mundo del arte después de su introducción a la sociedad. en general. Para John Dewey, por ejemplo, si el escritor pretendía que una pieza fuera un poema, hay que ver si otros poetas la reconocen o no. Mientras que si un periodista escribiera exactamente el mismo conjunto de palabras, con la intención de que fueran notas breves para ayudarlo a escribir un artículo más largo más tarde, estas no serían un poema.
León Tolstói, por otro lado, afirma que lo que hace que algo se convierta en arte es cómo lo experimenta su audiencia, no la intención de su creador. Los funcionalistas, como Monroe Beardsley, argumentan que si una pieza cuenta como arte depende de qué función desempeña en un contexto particular. Por ejemplo, el mismo jarrón griego puede desempeñar una función no artística en un contexto (llevar vino), y una función artística en otro contexto (ayudándonos a apreciar la belleza de la figura humana).

## Disputas sobre la clasificación del arte.
El filósofo David Novitz ha argumentado que los desacuerdos sobre la definición de arte rara vez son el núcleo del problema, más bien reflejan "las preocupaciones e intereses apasionados que los humanos confieren a su vida social" son "una parte tan importante de todas las disputas clasificatorias sobre el arte" ( Novitz, 1996). Según Novitz, las disputas clasificatorias son más a menudo disputas sobre nuestros valores y hacia dónde intentamos ir con nuestra sociedad más que sobre la teoría propiamente dicha. Por ejemplo, cuando el Daily Mail criticó el trabajo de Damien Hirst y Tracey Emin argumentando que "durante 1.000 años el arte ha sido una de nuestras grandes fuerzas civilizadoras. Hoy en día, las ovejas encurtidas y los lechos manchados amenazan con convertirnos en bárbaros a todos nosotros" no están avanzando una definición o teoría sobre el arte, sino cuestionando el valor de la obra de Hirst y Emin.
Por otro lado, Thierry de Duve sostiene que las disputas sobre la definición de arte son una consecuencia necesaria de la presentación de Marcel Duchamp de un readymade como una obra de arte. En su libro Kant After Duchamp de 1996, reinterpreta la Crítica del juicio de Kant intercambiando la frase "esto es hermoso" con "esto es arte", utilizando la estética kantiana para abordar el arte post-duchampiano.

### Arte conceptual
Artículo principal: Arte conceptual.
El trabajo del artista francés Marcel Duchamp de las décadas de 1910 y 1920 allanó el camino para los conceptualistas, proporcionándoles ejemplos de obras prototípicamente conceptuales (los readymades, por ejemplo) que desafiaron las categorizaciones anteriores. El arte conceptual surgió como un movimiento durante los años sesenta. La primera ola del movimiento de "arte conceptual" se extendió desde aproximadamente 1967 hasta 1978. Los "conceptuales" tempranos como Henry Flynt, Robert Morris y Ray Johnson influyeron en el movimiento posterior y ampliamente aceptado de artistas conceptuales como Dan Graham, Hans Haacke y Douglas Huebler.
Más recientemente, los "Jóvenes artistas británicos" (YBA), liderados por Damien Hirst, llegaron a la fama en la década de los 90 y su trabajo se considera conceptual, aunque se basa en gran medida en el objeto de arte para hacer su impacto. El término se utiliza en relación con ellos sobre la base de que el objeto no es la obra de arte, o es a menudo un objeto encontrado, que no ha necesitado habilidad artística en su producción. Tracey Emin es vista como una líder y una artista conceptual, a pesar de que ha negado que lo es y ha enfatizado la expresión emocional personal.
Ejemplos recientes de arte conceptual son:
- 1991: Charles Saatchi financia a Damien Hirst y al año siguiente en la Galería Saatchi exhibe su Imposibilidad física de la muerte en la mente de alguien vivo, un tiburón en formaldehído en una vitrina.
- 1993: Vanessa Beecroft realiza su primera actuación en Milán, Italia, utilizando a unas jóvenes para que actúen como segunda audiencia en la visualización de su diario de comida.
- 1999: Tracey Emin es nominada para el Premio Turner. Parte de su exhibición es My Bed, su cama desecha, rodeada de elementos como condones, bragas manchadas de sangre, botellas y zapatillas de su habitación.
- 2001: Martin Creed gana el Premio Turner por The Lights Going On and Off, una habitación vacía donde se encienden y apagan las luces.[12]
- 2002: Miltos Manetas afronta la Bienal de Whitney con su Whitneybiennial.com.[13]
- 2005: Simon Starling gana el Premio Turner para Shedboatshed, un cobertizo de madera que había convertido en un bote, lo flotó por el Rin y volvió a convertirse en un cobertizo.[14]

### Controversia en el Reino Unido

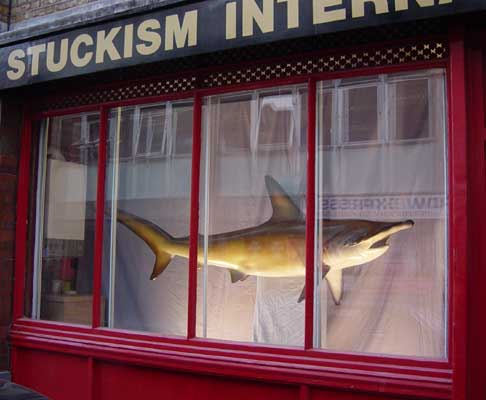
A Dead Shark Isn't Art, Stuckism International Gallery, 2003

El grupo de artistas Stuckist, fundado en 1999, proclamó la "pintura figurativa pro-contemporánea con ideas y arte anti-conceptual, principalmente por su falta de conceptos". También lo llamaron pretencioso, "nada especial y aburrido" y, el 25 de julio de 2002, en una manifestación, depositaron un ataúd fuera de la galería White Cube, marcado "La muerte del arte conceptual". En 2003 la Stuckism International Gallery exhibió un tiburón conservado con el título de A Dead Shark Isn't Art, que hace referencia clara a la obra de Damien Hirst (ver arriba).
En un programa de la BBC2 Newsnight, el 19 de octubre de 1999 presentado por Jeremy Paxman con Charles Thomson atacando el Premio Turner de ese año y el artista Brad Lochore defendiéndolo, Thomson exhibía pinturas de Stuckist, mientras que Lochore había traído una botella de detergente de plástico en un zócalo de cartón. En un momento, Lochore afirmó que "si la gente dice que es arte, es arte". Paxman pregunta: "¿Entonces puedes decir que cualquier cosa es arte?" y Lochore responde: "Se podría decir que todo es arte ..." En este punto, se puede escuchar a Thomson, fuera de la pantalla, que dice "¿Es mi arte el zapato?" mientras que al mismo tiempo su zapato aparece frente a Lochore, quien observa: "Si usted lo dice, debo juzgarlo en esos términos". La respuesta de Thomson es: "Nunca antes había escuchado algo tan ridículo en mi vida".
En 2002, Ivan Massow, el presidente del Instituto de Artes Contemporáneas, calificó el arte conceptual como "pretencioso, autoindulgente, sin tatuajes" y en "peligro de desaparecer por su propia cuenta ... liderado por zares culturales como el señor Nicholas Serota de la Tate". En consecuencia, Massow fue obligado a renunciar. Al final del año, el ministro de Cultura, Kim Howells, graduado de la escuela de arte, denunció el Premio Turner como "una mierda fría, mecánica, y conceptual".
En octubre de 2004, la Galería Saatchi dijo a los medios que "la pintura sigue siendo la forma más relevante y vital que los artistas eligen para comunicarse". A continuación, Charles Saatchi comenzó a vender obras destacadas de su colección YBA (Jóvenes artistas británicos). 

### Videojuegos.
Los juegos de computadora se remontan a 1947, aunque no llegaron a una gran audiencia hasta la década de 1970. Sería difícil y extraño negar que la computadora y los videojuegos incluyan muchos tipos de arte (teniendo en cuenta, por supuesto, que el concepto "arte" en sí está, según se indica, abierto a una variedad de definiciones). Los gráficos de un videojuego constituyen arte digital, arte gráfico y, probablemente, videoarte. La banda sonora original de un videojuego constituye claramente música. Sin embargo, es un punto de debate si el videojuego en su conjunto debe considerarse una obra de arte de algún tipo, tal vez una forma de arte interactivo.
El crítico de cine Roger Ebert, por ejemplo, ha declarado públicamente que los videojuegos no son arte, y por razones estructurales siempre serán inferiores al cine, pero luego, admite su falta de conocimiento en el área cuando afirmó que nunca juegues un juego cuando hay un buen libro para leer o una buena película para ver ". El diseñador de videojuegos Hideo Kojima ha argumentado que jugar un videojuego no es arte, pero los juegos tienen un estilo artístico e incorporan arte. El diseñador de videojuegos Chris Crawford sostiene que los videojuegos son arte. El columnista de Esquire, Chuck Klosterman, también sostiene que los videojuegos son arte. Tadhg Kelly sostiene que el juego en sí no es arte y que la diversión es una constante requerida para todos los juegos.

## Leer también
- Noel Carroll, Theories of Art Today. 2000
- Thierry de Duve, Kant After Duchamp. 1996
- Evelyn Hatcher, ed. Art as Culture: An Introduction to the Anthropology of Art. 1999
- David Novitz, ’’Disputes about Art’’ Journal of Aesthetics and Art Criticism 54:2, Spring 1996
- Nina Felshin, ed. But is it Art? 1995
- David Novitz, The Boundaries of Art. 1992
- Stephen Davies, Definitions of Art. 1991
- León Tolstói, What Is Art?

- Datos: Q2976552